# Родион Расколников
Родион Романович Расколников (на руски: Родион Романович Раскольников) е измислен персонаж, главен герой в романа на руския писател Фьодор Достоевски. 

## В романа
Внимание:  Текстът по-долу разкрива сюжета на произведението (или части от него)!
Расколников е разорен студент по право в Петербург. В първата от общо шестте части на романа Расколников се запознава със Семьон Мармеладов, пияница, в чиито думи младият вижда мъдрост. По-късно Расколников убива старата лихварка Альона Ивановна, при която на няколко пъти е залагал свои вещи. Докато я обира, в стаята нахълтва доведената ѝ сестра Лизавета. Расколников убива и нея с брадвата. По-късно връща брадвата на мястото ѝ, за да не го заподозрат, а парите и скъпоценностите крие под един камък. Така и не се възползва от тях. След това заболява. Цялата втора част се усеща като пълнеж. Описват се мъките на Расколников. В края на втора част файтон премазва пияния Семьон Мармеладов. Расколников се оказва в тълпата и разпознава прегазения. По-късно  при Расколников пристигат майка му Пулхерия Александровна и сестра му Авдотя (Дуня) Романовна. През трета част Расколников се опитва да се държи нормално пред майка си и сестра си. В края на трета част при Расколников пристига Аркадий Иванович Свидригайлов. В четвърта част Расколников се запознава с Порфирий Петрович, който по-късно ще го разкрие и ще го убеди да си признае. В края на четвърта част Расколников е при Порфирий. Говорят си за вината, греха и прочее, когато в стаята нахълтва малорусинът Николай. Николай казва, че той е убил Альона Ивановна и сестра ѝ. На Расколников му олеква. В пета част Расколников се запознава със Соня, дъщерята на покойния Мармеладов. На нея той признава за убийството. Аркадий Свидригайлов, който е наемател на съседната стая, чува и това не остава тайна за Расколников. Дуня, сестрата на Расколников, се опитва да застреля Свидригайлов заради обвиненията към брат ѝ, не успява, а по-късно той се самоубива. В края на шеста част Расколников отива в полицейското, където в началото на втора част е привикан по други причини, и му става лошо. Дават му стол, хора тръгват да му носят вода. Пред голяма тълпа Расколников си признава за убийството. В епилога се описва пребиваването на Расколников в каторгата в Сибир. Казва се, че той ще преживее тук осем години. По време на процеса срещу него, Расколников не правил опити да се противи, нито искал да се намали присъдата му. Той се разкайвал. Помагат му близки, които казват, че по време на пожар, с риск за живота си, спасява две деца. Расколников страни от останалите затворници, а и те от него. Соня живее в близко селище и пише писма до близките му в Петербург. Тя му съобщава за смъртта на майка му. Това не му повлиява, или поне така изглежда. Расколников спи с Библия под възглавницата. Казва се, че той е възкръснал. 